# Musée du village de garnison de Taichung
Le musée du village de garnison de Taichung (chinois simplifié : 台中市眷村文物馆 ; chinois traditionnel : 臺中市眷村文物館 ; pinyin : Táizhōng Shì Juàn Cūn Wénwù Guǎn; anglais : Taichung Military Kindred Village Museum) est un musée situé à Taichung, district de Beitun, Taïwan.

## Histoire
Le bâtiment du musée faisait à l'origine partie du nouveau village de Beitun, qui était l'un des 134 villages de garnison de la ville accueillant des officiers de la Force aérienne de la république de Chine, ainsi que leurs familles. Depuis les années 2000, de plus en plus de familles ont quitté la région. Le village a ensuite été rénové afin de préserver certains de ses points de repère emblématiques. L'une des maisons a été transformée en musée. La construction du musée a été achevée à la mi-novembre 2014.

## Divers
Le musée accueille la Yuguo Cultural and Creative Company

## Galerie

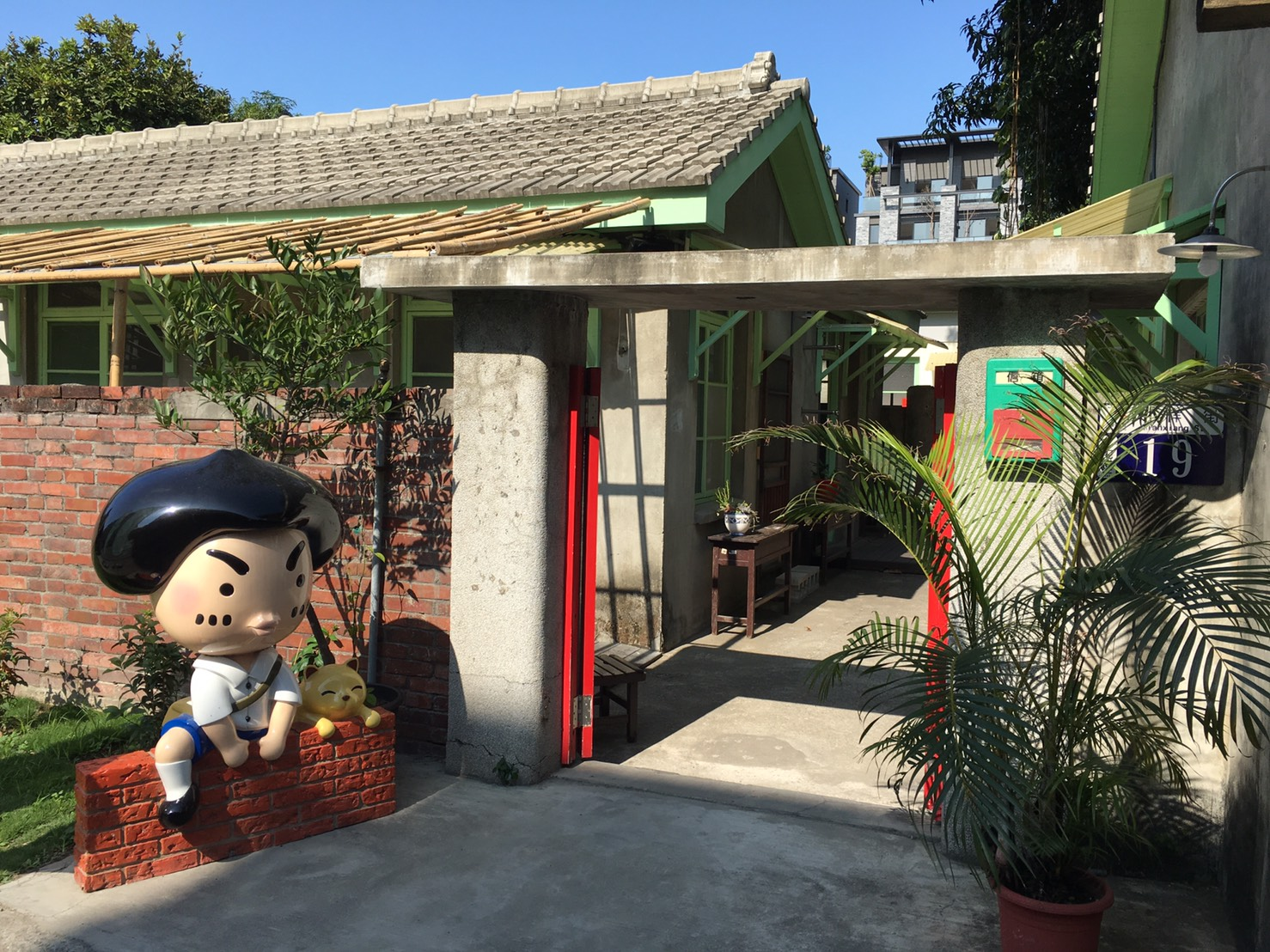
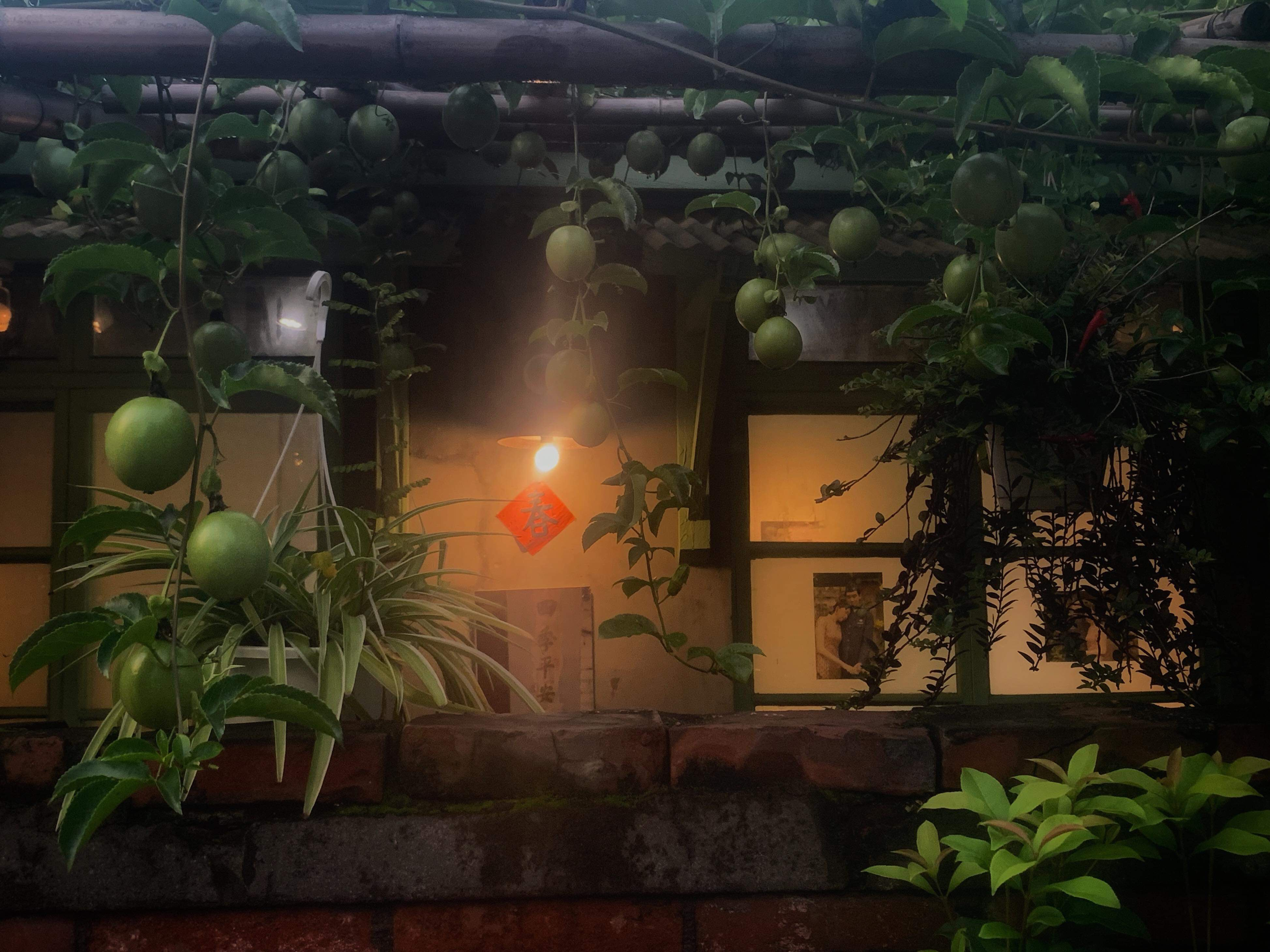
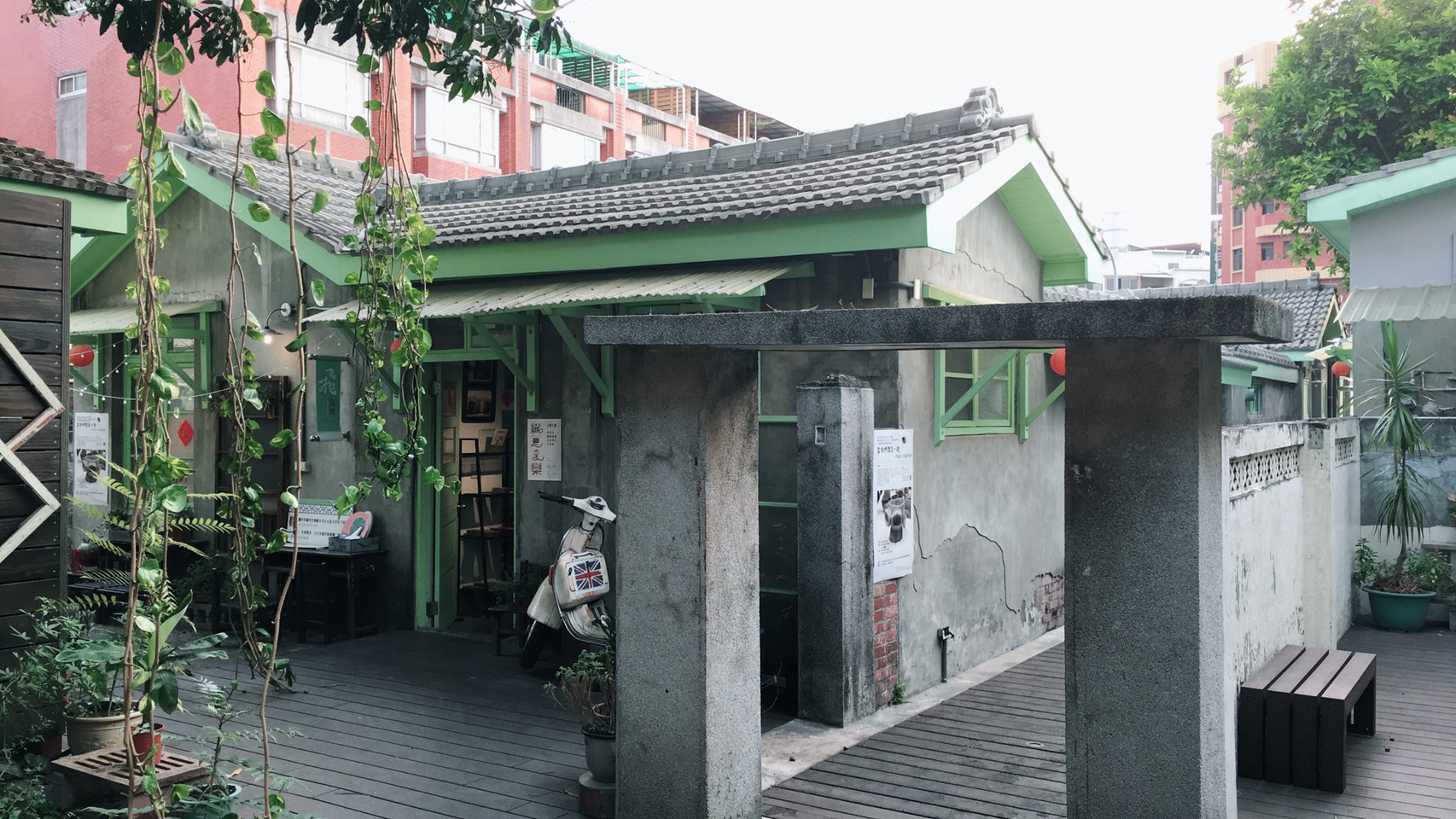

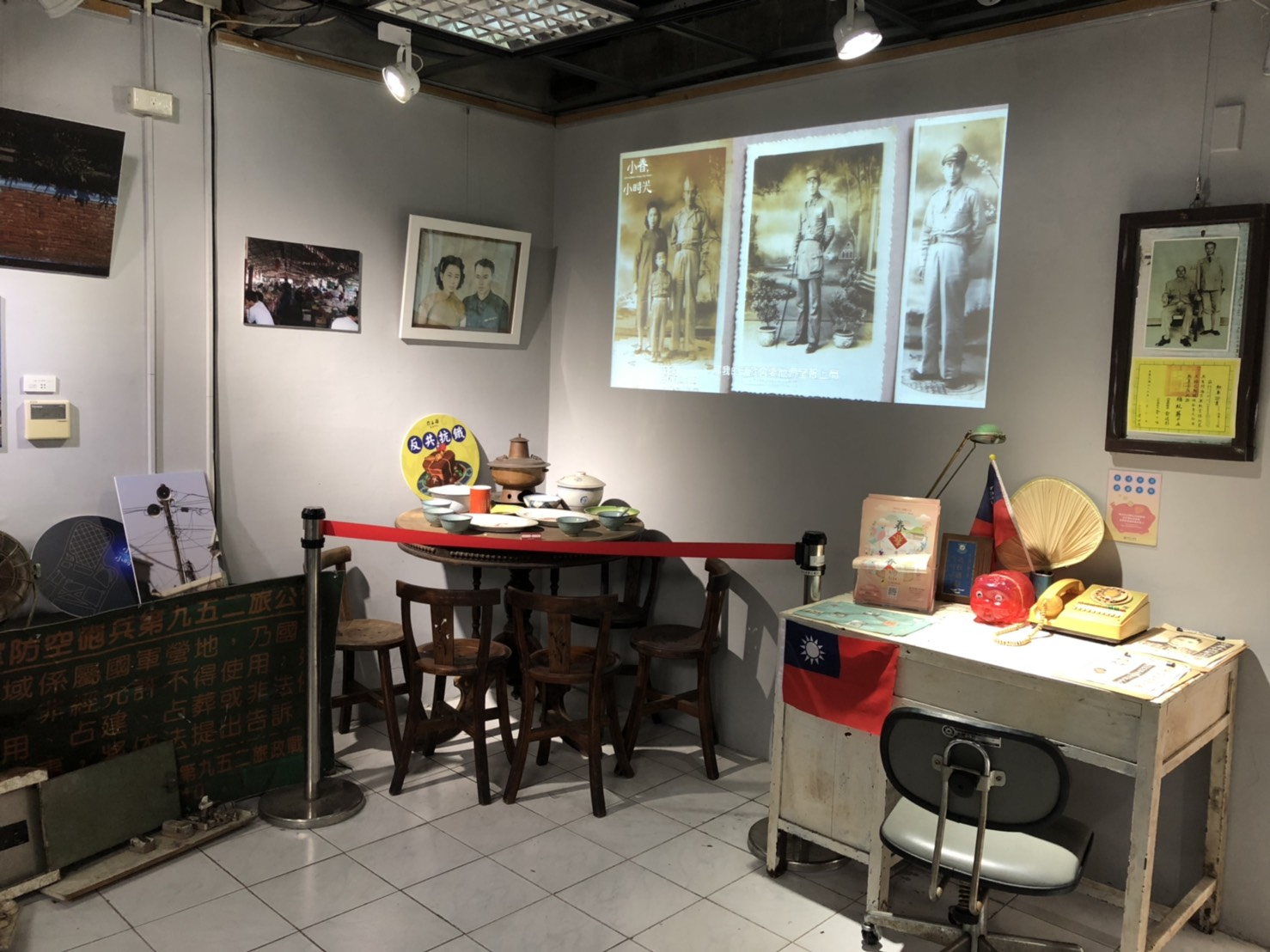
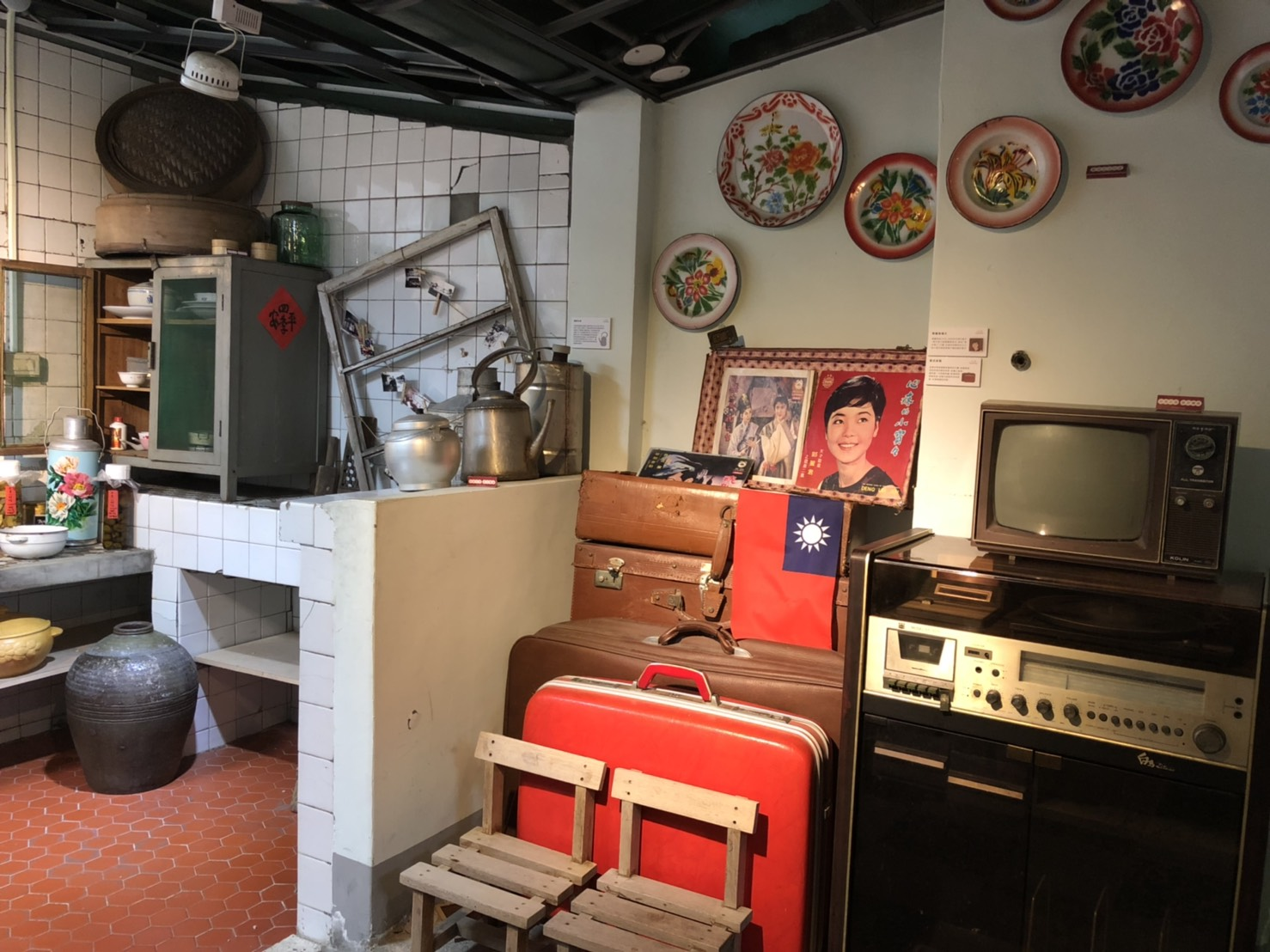
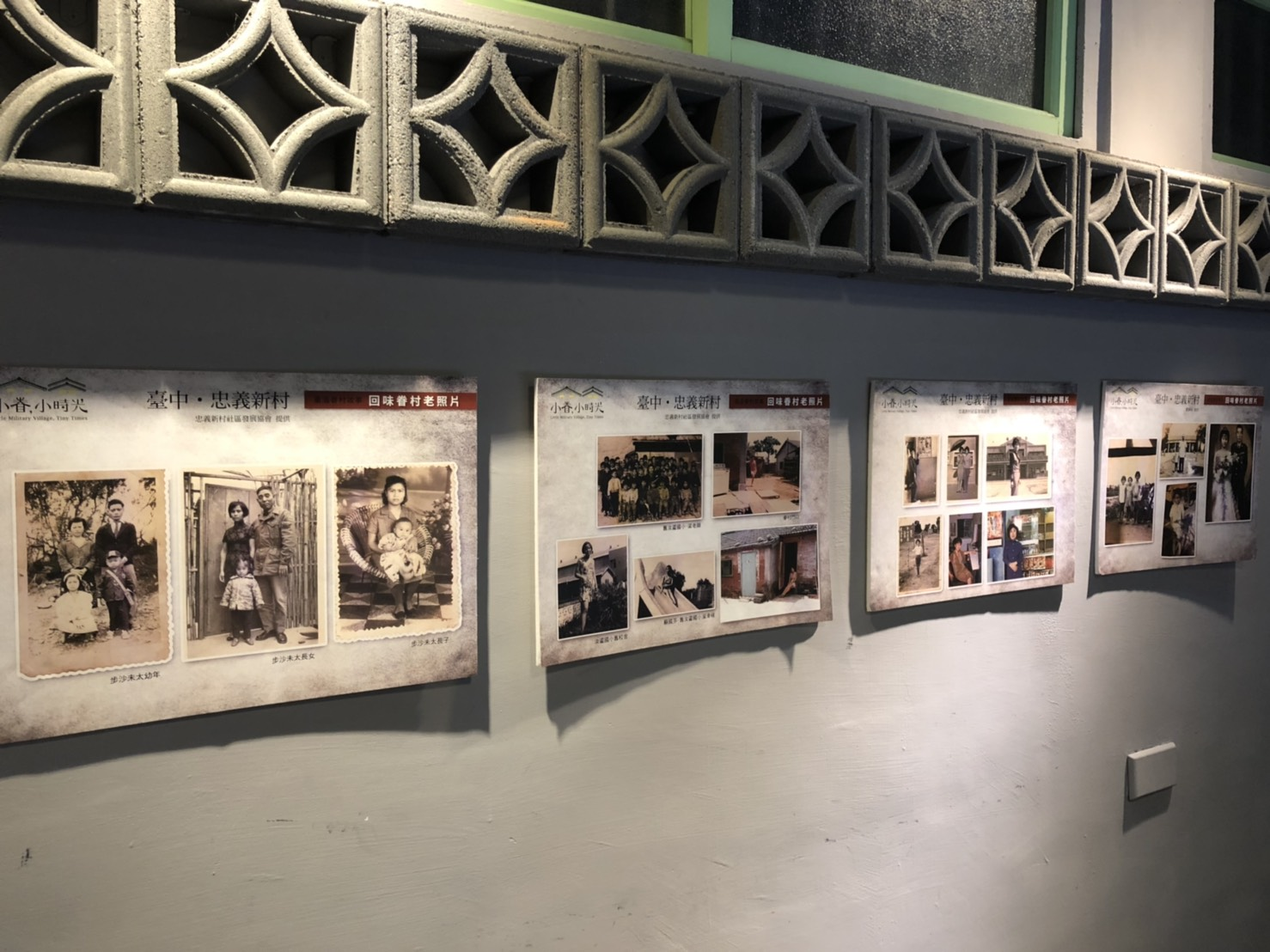